# Juraj Cebák
Juraj Cebák (* 29. září 1982, Prievidza, Československo) je bývalý slovenský hokejový obránce. S výjimkou 2 zápasů za HC Vítkovice (2004) a 16 zápasů za Bílé Tygry Liberec (2012)  tento odchovanec prievidzského hokeje odehrál celou kariéru ve slovenských klubech – v extralize nastoupil za osm různých klubů k 845 utkáním a dvakrát se stal s HC Košice mistrem, v první lize přidal přes dvě stovky zápasů. Jeho posledním angažmá byl od ledna 2024 MHA Martin ve třetí nejvyšší lize.

## Kluby podle sezon
- 1999/2000 MHC Prievidza
- 2000/2001 HKm Zvolen
- 2001/2002 HKm Zvolen
- 2002/2003 MHC Prievidza
- 2003/2004 MsHK Žilina, MHC Prievidza
- 2004/2005 HC Vítkovice Steel, MsHK Žilina, MHC Prievidza
- 2005/2006 HK Nitra, MHC Martin, HK Levice, MHC Prievidza
- 2006/2007 HKm Zvolen
- 2007/2008 HKm Zvolen
- 2008/2009 HKm Zvolen
- 2009/2010 HKm Zvolen, HC 07 Detva
- 2010/2011 HC 05 Banská Bystrica
- 2011/2012 HC 05 Banská Bystrica
- 2012/2013 HC Bílí Tygři Liberec
- 2013/2014 HC Košice
- 2014/2015 HC Košice
- 2015/2016 HC Košice
- 2016/2017 HC Banská Bystrica, HK Dukla Trenčín
- 2017/2018 HK Dukla Trenčín
- 2018/2019 HK Dukla Trenčín
- 2019/2020 MHk 32 Liptovský Mikuláš, HK Levice, HK Martin
- 2020/2021 HK Levice, HK Martin
- 2021/2022 MHK Dubnica nad Váhom, MHk 32 Liptovský Mikuláš
- 2022/2023 HK 95 Považská Bystrica
- 2023/2024 MHA Martin